# Aeroporto di Río Grande
L'aeroporto internazionale Governatore Ramón Trejo Noel (Aeropuerto Internacional Gobernador Ramón Trejo Noel in spagnolo) è lo scalo aereo della cittadina argentina di Río Grande, nella provincia di Terra del Fuoco, Antartide e Isole dell'Atlantico del Sud.
L'aeroporto è situato lungo la strada nazionale 3, 5 km ad ovest dal centro della città.